# Leontij Chodos
Leontij Michajłowicz Chodos (ros. Леонтий Михайлович Ходос, ur. 1888 w Ługańsku, zm. 1959 w Woroszyłowgradzie) – funkcjonariusz radzieckich organów bezpieczeństwa, major.

## Życiorys
W 1909 aresztowany i zesłany w trybie administracyjnym, w latach 1910–1917 służył w rosyjskiej armii, od 1917 w SDPRR(b), od 1918 w Armii Czerwonej. Do kwietnia 1919 szef wydziału śledczego Transportowej Czeki, 1919 dowódca oddziału specjalnego wojsk Czeki, później zastępca szefa, a od kwietnia 1920 do 1924 szef gubernialnej milicji robotniczo-chłopskiej w Doniecku, 1925–1926 zastępca przewodniczącego Komitetu Wykonawczego Rady Okręgowej w Ługańsku, 1926–1929 szef odeskiej okręgowej milicji robotniczo-chłopskiej, od 1929 szef okręgowej milicji robotniczo-chłopskiej kolejno w Mikołajowie w Winnicy. Od 9 kwietnia do 5 września 1930 szef okręgowego oddziału GPU w Łubniach, później szef oddziałów GPU w Połtawie, Czernihowie i Kirowohradzie, 1935-1936 szef okręgowego oddziału NKWD w Starobielsku, od 1936 do lipca 1938 zastępca dyrektora fabryki nr 60 w Woroszyłowgradzie. 14 lipca 1938 aresztowany, w styczniu 1940 zwolniony, 1941-1946 szef wydziału kolonii karnej Zarządu NKWD Obwodu Frunzeńskiego (Kirgiska SRR), 1946-1948 szef wydziału kolonii karnej Zarządu NKWD obwodu winnickiego, później w stanie spoczynku.

## Odznaczenia
- Order Lenina (1949)
- Order Czerwonego Sztandaru
- Order „Znak Honoru”